# Onze-Lieve-Vrouw-van-Smartenkapel (Rotselaar)

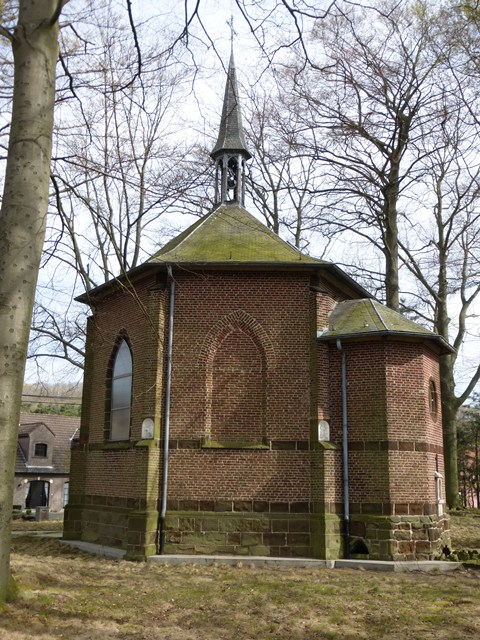
Onze-Lieve-Vrouw-van-Smartenkapel

De Onze-Lieve-Vrouw-van-Smartenkapel is een kapel in de Vlaams-Brabantse plaats Rotselaar, gelegen aan de Steenweg op Wezemaal.
In 1630 werd op deze plaats een kapel gebouwd nadat men er een houten Mariabeeldje had teruggevonden dat van de sloop van een oudere kerk afkomstig zou zijn. De kapel groeide uit tot een bedevaartsoord.
In 1840 werd een nieuwe kapel gebouwd in neogotische stijl. De bakstenen kapel, met enige toepassing van ijzerzandsteen, heeft een onregelmatig zeshoekige plattegrond en wordt gedekt door een zeshoekig schilddak waarboven zich een dakruiter verheft. Onder het koor bevindt zich een crypte.
De kapel wordt omringd door een 13-tal kruiswegstaties, bestaande uit pijlerkapelletjes met de voorstellingen in reliëf aangebracht. In de crypte vindt men de 14e statie. Deze kruisweg werd omstreeks 1820 opgericht op initiatief van Hendrik-Pieter Rega, een kapucijn afkomstig van de kasteelheren van Kasteel Regahof.